# Micubiši B1M
Micubiši B1M byl japonský dvoumístný palubní torpédový a bombardovací letoun, používaný na letadlových lodích císařského námořnictva během dvacátých a počátkem třicátých let 20. století. V japonském námořnictvu byl letoun označován jako palubní útočný letoun typ 13 (japonsky: 一三式艦上攻撃機, Ičisan-šiki kandžó kógekiki).
B1M byl dvou– nebo třímístný jednomotorový dvouplošný letoun dřevěné konstrukce potažené plátnem. Křídla se dala sklopit dozadu podél trupu pro uskladnění a manipulaci v hangáru letadlové lodě.

## Vývoj
Britský letecký konstruktér Herbert Smith, který pracoval pro japonskou společnost Micubiši, navrhl dvoumístný dvouplošný torpédový bombardér 2MT1 (firemní označení u firmy Micubiši) poháněný motorem Napier Lion. Jeho první let se uskutečnil v lednu 1923. Císařské námořnictvo letoun přijalo do výzbroje jako palubní útočný letoun typ 13 model 1, případně s krátkým označením B1M1. Následovaly varianty 2MT2 a 2MT3, které námořnictvo rovněž přijalo pod označením B1M1.
Vedle prototypu 2MT4, který byl upraven jako průzkumný hydroplán, vznikl i prototyp 2MT5 s motorem Mitsubishi Hi. Z 2MT5 vycházel 3MT1, který byl přijat námořnictvem jako palubní útočný letoun typ 13 model 2, respektive B1M2. Poslední verzí byl palubní útočný letoun typ 13 model 3, respektive B1M3. Oproti předchozím modelům byl třímístný. Měl také reduktor s jiným převodem a jinou vrtuli.
Část B1M byla přestavěna na civilní verzi T-1.2 s uzavřenou kabinou pro dva až tři cestující. Z B1M též vycházeli konstruktéři při vývoji Micubiši 2MB1 (lehký bombardér typu 87) pro armádní letectvo.

## Nasazení
B1M1 byl přijat do služby v roce 1924 a sloužil až do třicátých let. B1M sloužil na letadlových lodích Hóšó, Akagi, Kaga a Rjúdžó. Kromě původně zamýšleného určení palubního útočného letounu byl B1M používán i v roli průzkumného stroje, neboť svými výkony převyšoval tehdy používaný specializovaný palubní průzkumný letoun Micubiši C1M.
Stroje z Hóšó a Kaga během šanghajského incidentu v roce 1932 bombardovaly čínské cíle v Šanghaji.
B1M vydržely ve službě až do třicátých let, přičemž již od roku 1932 byly postupně nahrazovány modernějšími Micubiši B2N1. Jelikož B2M ale nenaplnil naděje do něj vkládané, nedošlo k úplné náhradě a některé jednotky si B1M ponechaly i po zavedení B2M.

## Varianty
- B1M1 – první sériově vyráběná verze s 373kW motorem Napier Lion. Dlouhé označení námořnictva bylo palubní útočný letoun typ 13 model 1, tovární označení jednotlivých variant bylo 2MT1, 2MT2 a 2MT3. Celkem vyrobeno 197 strojů v závodě Micubiši.
- 2MT4 – experimentální průzkumný hydroplán. Postaven jeden prototyp.
- 2MT5 – dvoumístný torpédový bombardér poháněný 373kW motorem Mitsubishi Hi, což byl v licenci vyráběný motor Hispano-Suiza. Postaven jeden prototyp.
- B1M2 – druhá sériově vyráběná verze (třímístná?) s motorem Mitsubishi Hi odvozená z 2MT5. Dlouhé označení námořnictva bylo palubní útočný letoun typ 13 model 2, tovární označení bylo 3MT1. Celkem vyrobeno 115 strojů v závodě Micubiši.
- B1M3 – třetí sériově vyráběná verze odvozená z B1M2. Třímístná s jinou vrtulí a reduktorem s jiným převodem. Dlouhé označení námořnictva bylo palubní útočný letoun typ 13 model 3, tovární označení bylo 3MT2. Celkem vyrobeno 128 strojů v závodě Micubiši a v námořním arsenálu Hiro.
- T-1.2 – B1M přestavěný pro civilní využití. Uzavřená kabina pro dva až tři cestující. Poháněn motorem Napier Lion nebo Mitsubishi Hi. Některé stroje byly při přestavbě vybaveny hvězdicovým motorem Bristol Jupiter.

## Specifikace (2MT2)

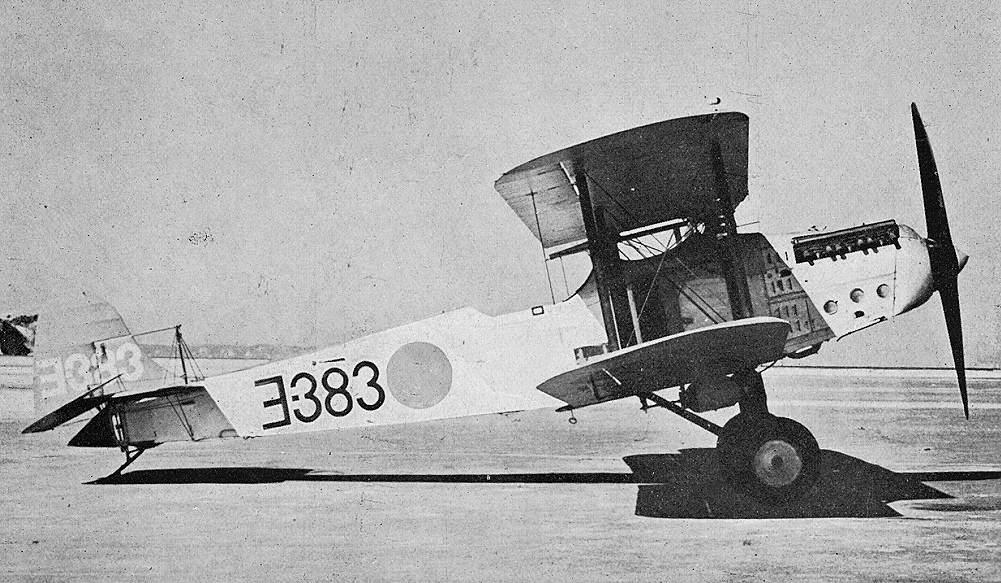
Micubiši B1M

### Technické údaje
- Osádka: 2
- Rozpětí: 14,77 m
- Délka: 9,77 m
- Výška: 3,5 m
- Nosná plocha: 59,0 m²
- Hmotnost prázdného letounu: 1442 kg
- Max. vzletová hmotnost: 2697 kg
- Pohonná jednotka: 1 × vodou chlazený třířadový dvanáctiválec Napier Lion[2] o výkonu 500 hp (373 kW), který poháněl dvoulistou vrtuli

### Výkony
- Maximální rychlost: 210 km/h (pozdější třímístné verze 194,7 km/h[4])
- Dostup: 4500 m
- Dolet: (pozdější třímístné verze asi 640 km[4])
- Vytrvalost: 2 hodiny 36 minut

### Výzbroj
- 2× 7,7mm pevně uložené kulomety střílející vpřed[2]
- 2× 7,7mm kulomety na pohyblivé lafetě ovládané zadním střelcem[2]
- Jedno 457mm (18 palců) torpédo nebo 2x 240kg pumy[2]